# Накамото, Юта
Юта Накамото (яп. 中本悠太 Nakamoto Yūta, род. 26 октября 1995 года), более известный как Юта, — японский певец , танцор и актёр. Является участником южнокорейского бой-бенда NCT и его юнитов NCT U и NCT 127.

## Биография

### Ранняя жизнь
Накамото Юта родился 26 октября 1995 в Кадоме, префектура Осака, Япония. У него есть две сестры — старшая и младшая. Он окончил Международную среднюю школу Университета Ясима Гакуэн. В детстве он играл в футбол в возрасте от 5 до 16 лет, но он отказался от футбола, чтобы продолжить карьеру певца.

### 2011—2015: Пре-дебют
Его путь к тому, чтобы стать артистом, начался в 2011 году после просмотра TVXQ по телевизору, когда он пошел в книжный магазин и подал заявку на несколько прослушиваний, несмотря на то, что у него не было никакого опыта в пении или танцах. В 2012 году он участвовал в первом глобальном прослушивании SM и был одним из 10 000 участников, успешно прошедших его. Он был представлен как член пре-дебютной команды SM Rookies, 24 декабря 2013 года.
В 2015 году он появился в качестве представителя Японии на Abnormal Summit, шоу с группой мужчин, не являющихся корейцами, но проживающих в Республике Корея, которые обсуждали корейскую культуру.
Он также был единственным стажёром, который дважды подряд участвовал в ISAC в 2015 и 2016 годах, а также выиграл первую медаль NCT в 2016 году. Он выступал за футбольную команду и выиграл золото, доказав свой талант футболиста.
В апреле 2016 года он появился в ежемесячном выпуске южнокорейского журнала The Celebrity и снялся в первом сезоне реалити-шоу NCT Life, которое было посвящено новичкам SM и их путешествию к дебюту.

### 2016—2019: Дебют в NCT, NCT 127, сольная деятельность и NCT 2018

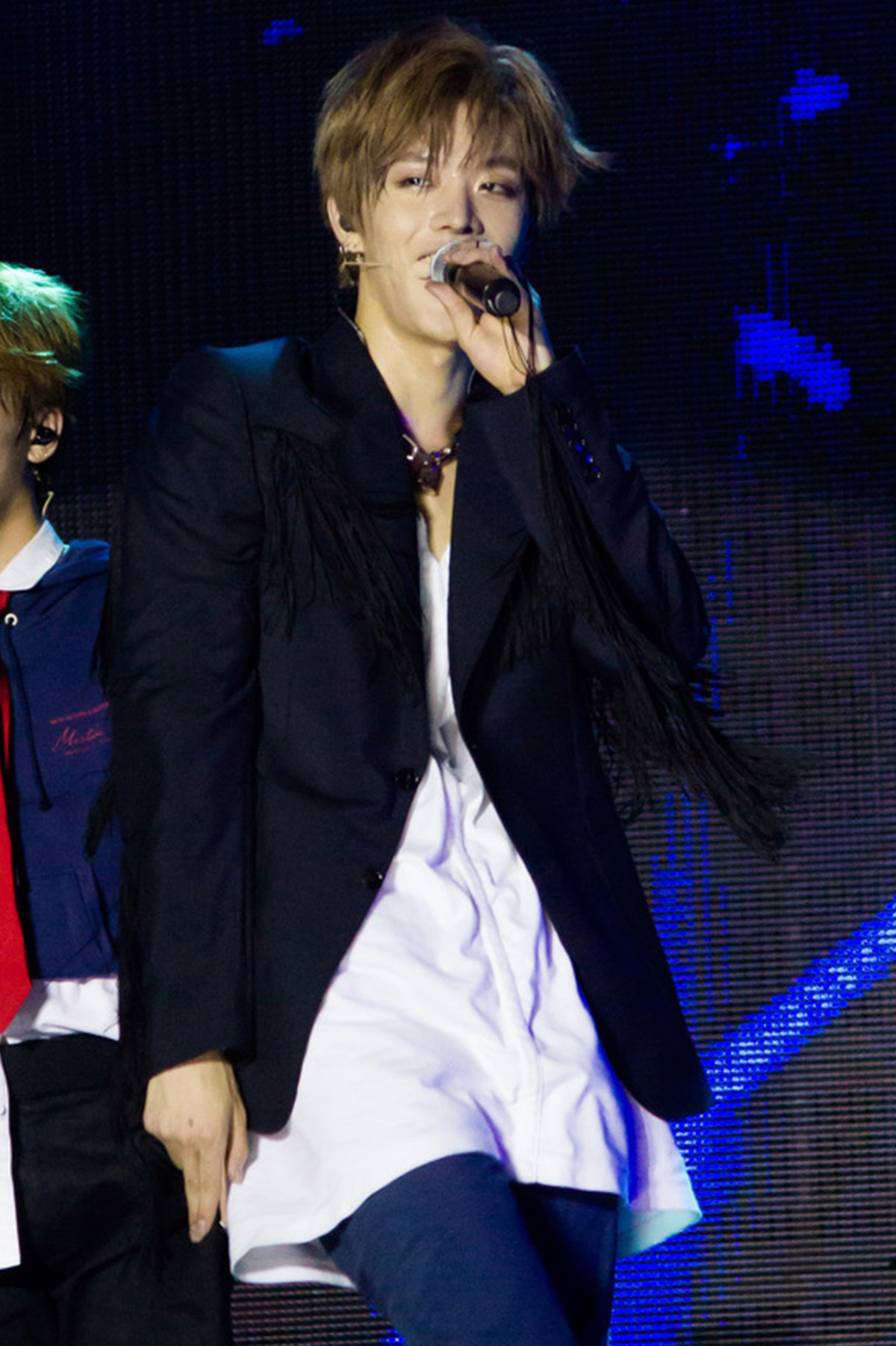
Юта нв Kpop Republic Concert в 2017 году.

В июле 2016 года он дебютировал в качестве участника NCT 127 с их первым мини-альбомом NCT #127, он стал первым японским айдолом, дебютировавшим в SM Entertainment
В августе он стал специальным MC на M Countdown в качестве с Доёном.
С ноября 2016 по январь 2017 года он участвовал в программе Idol Party, в которой комики Пак Мисун и Ли Бонгвон стали семьей, усыновив его и Сон из CLC в качестве своих детей.
В мае 2018 года он снова выступил в качестве специального ведущего программы M Countdown вместе с Доёном и Джехёном. В июле Юта участвовал в фотосессии к журналу Arena Homme вместе с Тэилем и Марком.
В сентябре 2019 года Юта принял участие в ISAC в серии пенальти, где его группа снова выиграла золотую медаль, а он получил итоговое очко. В то время он также был одним из организаторов специального чемпионата по легкой атлетике 2019 года в Чусоке, вместе с Итуком, Дахён, Джонни, Джехёном и Марком. В декабре он выпустил кавер-версию песни «White» группы TVXQ.

### 2020—н.в: NCT 2020
В сентябре 2020 года был анонсирован второй крупномасштабный проект NCT, объединяющий все его юниты, NCT 2020. 12 октября он дебютировал в первом юните NCT. Его шоу привлекло столько внимания, что теперь у него нет установленной даты окончания и оно транслируется на 15 станциях по всей стране.
В апреле 2021 года было объявлено о его первых сольных фотосессиях в японских журналах PMC и Ginger.
21 июня на YouTube-канале Vogue Japan, было загружено видео с Ютой.

## Фильмография

### Фильмы
| Год  | Название                              | Роль           | Примечание   | Сыылка |
| ---- | ------------------------------------- | -------------- | ------------ | ------ |
| 2022 | High&Low The Worst X (Cross)          | Судзаки Рё     | Главная роль | [ 22 ] |
| 2023 | Play It Cool, Guys (Cool Doji Danshi) | Ичикура Хайатэ | Главная роль |        |

### Развлекательные шоу
| Год  | Название            | Телеканал | Роль     | Примечания           | Ссылки |
| ---- | ------------------- | --------- | -------- | -------------------- | ------ |
| 2015 | Ненормальный саммит | JTBC      | Участник | Представитель Японии | [ 23 ] |